# Claudiosaurus germaini
Il claudiosauro (Claudiosaurus germaini) è un rettile estinto di incerta classificazione, vissuto nel Permiano superiore (circa 250 milioni di anni fa) in Madagascar.

## Descrizione
Simile a una lucertola ma con il collo allungato, il claudiosauro era lungo una sessantina di centimetri. Gli arti mancavano di una vera specializzazione per la vita acquatica ed erano abbastanza robusti, ma le ossa dello sterno non erano completamente ossificate e ciò suggerisce il fatto che questo animale fosse più a suo agio con la vita marina. La testa era piccola e sorretta da un collo piuttosto lungo, mentre il corpo era robusto e largo.
Le ossa, però, includevano molti elementi cartilaginei, da cui si deduce che il claudiosauro doveva sfruttare la spinta idrostatica per l'equilibrio acquatico. La coda era lunga e sottile, ma anche in questo caso mancano particolari specializzazioni. Per questi motivi, il claudiosauro è ritenuto essere uno dei più antichi e primitivi rettili acquatici, le cui affinità sono tuttavia incerte. Alcuni paleontologi ritengono che questo animale possa essere vicino all'origine del gruppo dei saurotterigi, che comprende animali molto ben adattati all'ambiente marino come i notosauri e i plesiosauri.

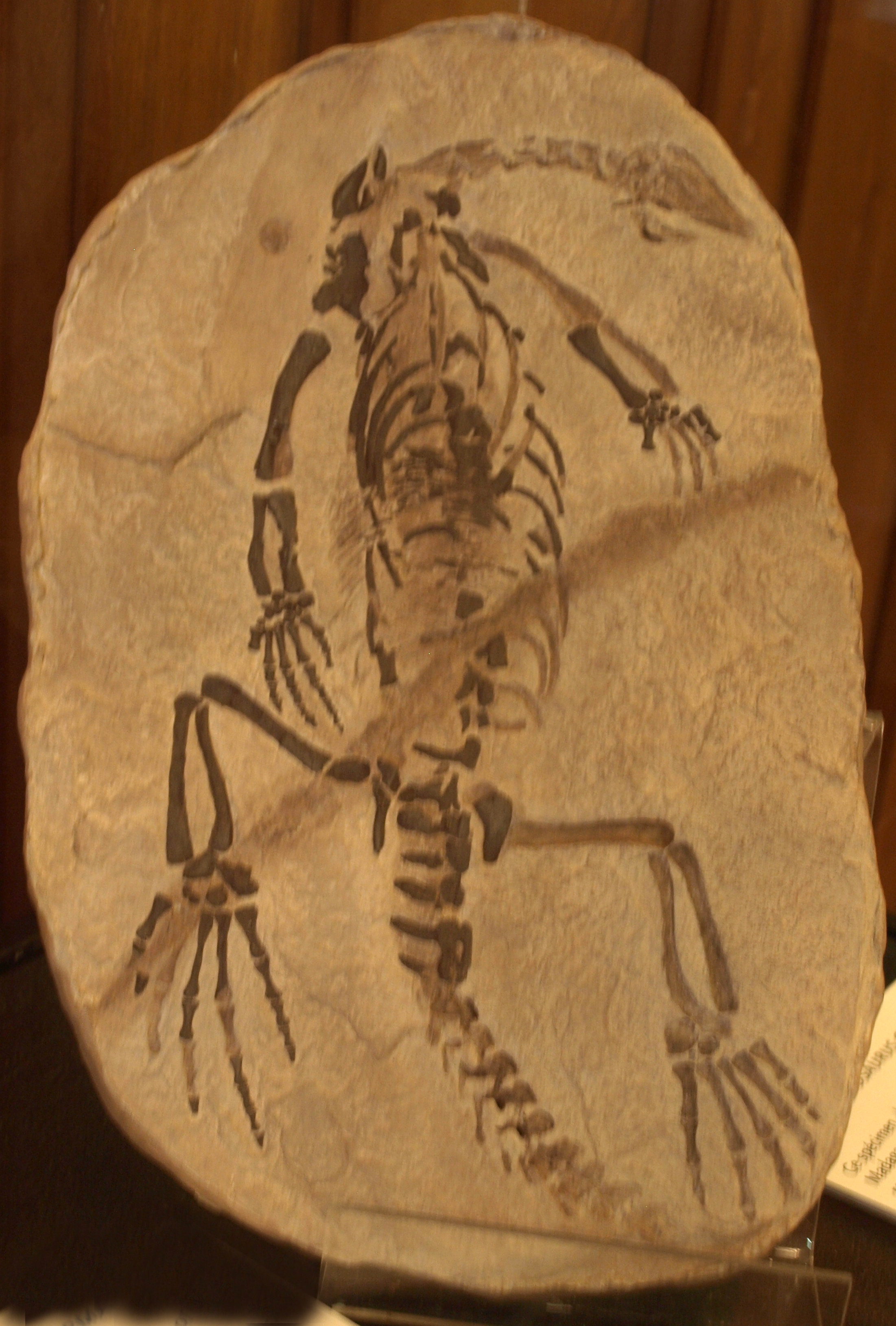
Scheletro di Claudiosaurus germaini

## Paleoecologia
Il claudiosauro doveva avere abitudini di vita simili a quelle dell'odierna iguana marina (Amblyrhynchus cristatus) delle Galápagos. Probabilmente questo animale passava gran parte del suo tempo in riva al mare, sulle spiagge e sulle rocce, per scaldarsi al sole. Raggiunta la temperatura corporea ottimale, andava poi a caccia sott'acqua. Il claudiosauro probabilmente si spingeva verso i bassi fondali, ricercando con il mobile collo e la piccola testa le minuscole prede che costituivano il suo cibo. Durante il nuoto, gli arti erano probabilmente piegati contro il corpo per migliorarne le qualità idrodinamiche, mentre la propulsione era fornita da movimenti ondulatori della coda e della parte posteriore del corpo.
Negli stessi giacimenti permiani che hanno restituito alla luce i resti di Claudiosaurus sono stati rinvenuti altri rettili simili a lucertole e iguane, uno dei quali (Hovasaurus) era maggiormente adattato alla vita acquatica.